# Mickaël Facchinetti
Mickaël Facchinetti (sinh ngày 15 tháng 2 năm 1991) là một cầu thủ bóng đá người Thụy Sĩ hiện tại thi đấu cho FC Thun ở vị trí hậu vệ trái.